# 2019-es Formula–3 Ázsia-bajnokság
A 2019-es Formula–3 Ázsia-bajnokság a sorozat második évada volt. A nyári bajnokság április 6-án indult a Sepang International Circuit versneypályán és szeptember 28-án ért véget a Shanghai International Circuit aszfaltcsíkján. Az egyéni bajnokságban Szaszahara Ukjó diadalmaskodott, míg a csapatoknál a Hitech Grand Prix sikeresen megvédte bajnoki címét.
A téli bajnokság január 11-én kezdődött el a Chang International Circuit helyszínén és a Sepang International Circuit pályán ért véget február 24-én. Rinus VeeKay nyerte meg a bajnokságot.

## Nyári bajnokság

### Csapatok és versenyzők
| Csapat                | #  | Versenyző         | Kategória | Fordulók |
| --------------------- | -- | ----------------- | --------- | -------- |
| Hitech Grand Prix     | 1  | Szaszahara Ukjó   |           | összes   |
| Hitech Grand Prix     | 2  | Jack Doohan[a]    |           | összes   |
| Hitech Grand Prix     | 17 | Jackson Walls     |           | 3–5      |
| Pinnacle Motorsport   | 3  | Jordan Dempsey    |           | 1, 3–5   |
| Pinnacle Motorsport   | 12 | Ayrton Simmons    |           | 2, 4     |
| Pinnacle Motorsport   | 16 | Tommy Smith       |           | összes   |
| Zen Motorsport        | 4  | Jü Kuaj           |           | összes   |
| Absolute Racing       | 5  | Cang Csou         |           | összes   |
| Absolute Racing       | 15 | Eshan Pieris      |           | összes   |
| Super License         | 7  | Takahasi Tomoki   |           | 1, 3     |
| Super License         | 8  | Kanamaru Jú       |           | 1–2, 4   |
| Super License         | 8  | Takashi Hata      | Mester    | 3        |
| BlackArts Racing Team | 9  | Thomas Luedi[b]   | Mester    | összes   |
| BlackArts Racing Team | 86 | Brendon Leitch    |           | összes   |
| BlackArts Racing Team | 95 | Tom Beckhäuser    |           | 1–2      |
| BlackArts Racing Team | 95 | Kojama Miki       |           | 3        |
| B-Max Racing Team     | 28 | Jamagucsi Tairoku | Mester    | 1        |
| B-Max Racing Team     | 30 | "Dragon"          | Mester    | 1        |
| B-Max Racing Team     | 30 | Fudzsinami Kijoto |           | 3        |
| B-Max Racing Team     | 85 | Kojama Miki       |           | 2        |
| M-Sport Asia          | 33 | Akash Gowda       |           | 1–3, 5   |
| 852 Challengers       | 44 | Paul Wong         | Mester    | összes   |
| Seven GP              | 21 | Petr Ptáček       |           | 3        |
| Seven GP              | 77 | Jamie Chadwick    |           | 1        |

### Versenynaptár
| Verseny | Verseny | Pálya                          | Pályarajz      | Dátum          | További események                                                                                      |
| ------- | ------- | ------------------------------ | -------------- | -------------- | --- |
| 1       | 1       | Sepang International Circuit   |                | április 6.     | maláj bajnoki-széria ázsiai Blancpain GT-széria ázsiai TCR-bajnokság dél-ázsiai Formula–4-es bajnokság |
| 1       | 2       | Sepang International Circuit   |                | április 6.     | maláj bajnoki-széria ázsiai Blancpain GT-széria ázsiai TCR-bajnokság dél-ázsiai Formula–4-es bajnokság |
| 1       | 3       | Sepang International Circuit   | április 7.     |                | maláj bajnoki-széria ázsiai Blancpain GT-széria ázsiai TCR-bajnokság dél-ázsiai Formula–4-es bajnokság |
| 2       | 4       | Chang International Circuit    |                | május 11.      | ázsiai Blancpain GT-széria dél-ázsiai Formula–4-es bajnokság                                           |
| 2       | 5       | Chang International Circuit    | május 12.      |                | ázsiai Blancpain GT-széria dél-ázsiai Formula–4-es bajnokság                                           |
| 2       | 6       | Chang International Circuit    | május 12.      |                | ázsiai Blancpain GT-széria dél-ázsiai Formula–4-es bajnokság                                           |
| 3       | 7       | Suzuka Circuit                 |                | június 22.     | ázsiai Blancpain GT-széria                                                                             |
| 3       | 8       | Suzuka Circuit                 | június 23.     |                | ázsiai Blancpain GT-széria                                                                             |
| 3       | 9       | Suzuka Circuit                 | június 23.     |                | ázsiai Blancpain GT-széria                                                                             |
| 4       | 10      | Shanghai International Circuit |                | szeptember 7.  | kínai Formula–4-es bajnokság                                                                           |
| 4       | 11      | Shanghai International Circuit | szeptember 8.  |                | kínai Formula–4-es bajnokság                                                                           |
| 4       | 12      | Shanghai International Circuit | szeptember 8.  |                | kínai Formula–4-es bajnokság                                                                           |
| 5       | 13      | Shanghai International Circuit |                | szeptember 27. | ázsiai Blancpain GT-széria kínai Formula–4-es bajnokság                                                |
| 5       | 14      | Shanghai International Circuit | szeptember 28. |                | ázsiai Blancpain GT-széria kínai Formula–4-es bajnokság                                                |
| 5       | 15      | Shanghai International Circuit | szeptember 28. |                | ázsiai Blancpain GT-széria kínai Formula–4-es bajnokság                                                |

### A bajnokság végeredménye

#### Összefoglaló
| Verseny | Verseny | Helyszín                       | Pole-pozíció    | Leggyorsabb kör | Győztes         | Győztes           | Listavezető     | Előny |
| Verseny | Verseny | Helyszín                       | Pole-pozíció    | Leggyorsabb kör | Versenyző       | Csapat            | Listavezető     | Előny |
| ------- | ------- | ------------------------------ | --------------- | --------------- | --------------- | ----------------- | --------------- | ----- |
| 1       | V1      | Sepang International Circuit   | Cang Csou       | Szaszahara Ukjó | Szaszahara Ukjó | Hitech Grand Prix | Szaszahara Ukjó | 7     |
| 1       | V2      | Sepang International Circuit   |                 | Szaszahara Ukjó | Szaszahara Ukjó | Hitech Grand Prix | Szaszahara Ukjó | 7     |
| 1       | V3      | Sepang International Circuit   | Jack Doohan     | Jack Doohan     | Jack Doohan     | Hitech Grand Prix | Szaszahara Ukjó | 7     |
| 2       | V1      | Chang International Circuit    | Szaszahara Ukjó | Szaszahara Ukjó | Szaszahara Ukjó | Hitech Grand Prix | Szaszahara Ukjó | 14    |
| 2       | V2      | Chang International Circuit    |                 | Jack Doohan     | Jack Doohan     | Hitech Grand Prix | Szaszahara Ukjó | 14    |
| 2       | V3      | Chang International Circuit    | Szaszahara Ukjó | Brendon Leitch  | Szaszahara Ukjó | Hitech Grand Prix | Szaszahara Ukjó | 14    |
| 3       | V1      | Suzuka Circuit                 | Szaszahara Ukjó | Jack Doohan     | Jack Doohan     | Hitech Grand Prix | Szaszahara Ukjó | 9     |
| 3       | V2      | Suzuka Circuit                 |                 | Jack Doohan     | Szaszahara Ukjó | Hitech Grand Prix | Szaszahara Ukjó | 9     |
| 3       | V3      | Suzuka Circuit                 | Petr Ptáček     | Szaszahara Ukjó | Jack Doohan     | Hitech Grand Prix | Szaszahara Ukjó | 9     |
| 4       | V1      | Shanghai International Circuit | Szaszahara Ukjó | Szaszahara Ukjó | Szaszahara Ukjó | Hitech Grand Prix | Szaszahara Ukjó | 38    |
| 4       | V2      | Shanghai International Circuit |                 | Szaszahara Ukjó | Szaszahara Ukjó | Hitech Grand Prix | Szaszahara Ukjó | 38    |
| 4       | V3      | Shanghai International Circuit | Szaszahara Ukjó | Szaszahara Ukjó | Szaszahara Ukjó | Hitech Grand Prix | Szaszahara Ukjó | 38    |
| 5       | V1      | Shanghai International Circuit | Szaszahara Ukjó | Cang Csou       | Cang Csou       | Absolute Racing   | Szaszahara Ukjó | 25    |
| 5       | V2      | Shanghai International Circuit |                 | Cang Csou       | Cang Csou       | Absolute Racing   | Szaszahara Ukjó | 25    |
| 5       | V3      | Shanghai International Circuit | Szaszahara Ukjó | Jack Doohan     | Jack Doohan     | Hitech Grand Prix | Szaszahara Ukjó | 25    |

#### Versenyzők
Pontrendszer
| Position | 1. | 2. | 3. | 4. | 5. | 6. | 7. | 8. | 9. | 10. |
| -------- | -- | -- | -- | -- | -- | -- | -- | -- | -- | --- |
| Pont     | 25 | 18 | 15 | 12 | 10 | 8  | 6  | 4  | 2  | 1   |

Félkövér: pole-pozíció, dőlt: leggyorsabb kör, a színkódokról részletes információ itt található.
| Helyezés | Versenyző         | MAL | MAL | MAL | THA | THA | THA | JPN | JPN | JPN | CHN1 | CHN1 | CHN1 | CHN2 | CHN2 | CHN2 | Pont |
| -------- | ----------------- | --- | --- | --- | --- | --- | --- | --- | --- | --- | ---- | ---- | ---- | ---- | ---- | ---- | ---- |
| 1.       | Szaszahara Ukjó   | 1   | 1   | 2   | 1   | 2   | 1   | 2   | 1   | 9   | 1    | 1    | 1    | 3    | 4    | 2    | 301  |
| 2.       | Jack Doohan       | 2   | 2   | 1   | 2   | 1   | 2   | 1   | 10  | 1   | 4    | 3    | 2    | 2    | 3    | 1    | 276  |
| 3.       | Cang Csou         | 3   | 4   | 7   | 3   | 3   | 9   | 4   | 2   | Ki  | 2    | 2    | Ki   | 1    | 1    | 7    | 187  |
| 4.       | Brendon Leitch    | 4   | 3   | 4   | 5   | Ki  | 3   | 5   | Ki  | 2   | 3    | 5    | 8    | 10   | 2    | 4    | 152  |
| 5.       | Eshan Pieris      | 5   | 5   | 6   | 4   | 4   | 4   | 9   | 6   | 4   | 7    | 7    | 5    | 7    | 10   | 5    | 125  |
| 6.       | Jackson Walls     |     |     |     |     |     |     | 7   | 3   | 5   | 6    | 6    | 7    | 4    | 5    | 3    | 90   |
| 7.       | Jordan Dempsey    | 10  | 9   | 9   |     |     |     | 6   | Ki  | 3   | 5    | 8    | 3    | 5    | 6    | 6    | 83   |
| 8.       | Jü Kuaj           | 11  | 11  | 11  | 10  | 6   | 5   | 10  | 8   | 6   | 8    | 11   | 9    | 6    | 7    | 9    | 54   |
| 9.       | Kanamaru Jú       | 8   | 6   | 8   | 7   | 9   | 7   |     |     |     | Ki   | 4    | 6    |      |      |      | 50   |
| 10.      | Ayrton Simmons    |     |     |     | 6   | 5   | 6   |     |     |     | Ki   | 9    | 4    |      |      |      | 40   |
| 11.      | Petr Ptáček       |     |     |     |     |     |     | 3   | 4   | Ki  |      |      |      |      |      |      | 27   |
| 12.      | Takahasi Tomoki   | 7   | 7   | 3   |     |     |     | Ki  | 13† | Ki  |      |      |      |      |      |      | 27   |
| 13.      | Akash Gowda       | 9   | 8   | 12  | 8   | 10  | 12  | 11  | 9   | 8   |      |      |      | 8    | 8    | 10   | 26   |
| 14.      | Jamie Chadwick    | 6   | 12  | 5   |     |     |     |     |     |     |      |      |      |      |      |      | 18   |
| 15.      | Kojama Miki       |     |     |     | 9   | 8   | 11  | 12  | 7   | 7   |      |      |      |      |      |      | 18   |
| 16.      | Fudzsinami Kijotó |     |     |     |     |     |     | 8   | 5   | Ki  |      |      |      |      |      |      | 14   |
| 17.      | Tom Beckhäuser    | Ki  | 10  | 10  | 11  | 7   | 8   |     |     |     |      |      |      |      |      |      | 12   |
| 18.      | Tommy Smith       | 12  | 13  | 13  | Ki  | Ni  | 10  | 15  | Ki  | Ki  | 9    | 10   | 10   | Ki   | 9    | 8    | 11   |
| 19.      | Paul Wong         | 14  | 16  | 16  | 12  | 11  | 14  | 14  | 11  | 11  | 10   | 13   | 12   | 9    | 11   | 11   | 3    |
| 20.      | Thomas Luedi      | Ki  | Ki  | 15  | Ki  | Ki  | 13  | 13  | 12  | 10  | Ki   | 12   | 11   | Ki   | Ki   | Ki   | 1    |
| 21.      | "Dragon"          | 13  | 14  | 17  |     |     |     |     |     |     |      |      |      |      |      |      | 0    |
| 22.      | Jamagucsi Tairoku | Ki  | 15  | 14  |     |     |     |     |     |     |      |      |      |      |      |      | 0    |
| –        | Hata Takasi       |     |     |     |     |     |     | Ki  | Ni  | Ni  |      |      |      |      |      |      | –    |
| Helyezés | Versneyző         | MAL | MAL | MAL | THA | THA | THA | JPN | JPN | JPN | CHN1 | CHN1 | CHN1 | CHN2 | CHN2 | CHN2 | Pont |

#### Mester-kupa
| Helyezés | Versenyző         | MAL | MAL | MAL | THA | THA | THA | JPN | JPN | JPN | CHN1 | CHN1 | CHN1 | CHN2 | CHN2 | CHN2 | Pont |
| -------- | ----------------- | --- | --- | --- | --- | --- | --- | --- | --- | --- | ---- | ---- | ---- | ---- | ---- | ---- | ---- |
| 1.       | Paul Wong         | 14  | 16  | 16  | 12  | 11  | 14  | 14  | 11  | 11  | 10   | 13   | 12   | 9    | 11   | 11   | 313  |
| 2.       | Thomas Luedi      | Ki  | Ki  | 15  | Ki  | Ki  | 13  | 13  | 12  | 10  | Ki   | 12   | 11   | Ki   | Ki   | Ki   | 161  |
| 3.       | "Dragon"          | 13  | 14  | 17  |     |     |     |     |     |     |      |      |      |      |      |      | 62   |
| 4.       | Jamagucsi Tairoku | Ki  | 15  | 14  |     |     |     |     |     |     |      |      |      |      |      |      | 43   |
| –        | Hata Takasi       |     |     |     |     |     |     | Ki  | Ni  | Ni  |      |      |      |      |      |      | –    |
| Helyezés | Versneyző         | MAL | MAL | MAL | THA | THA | THA | JPN | JPN | JPN | CHN1 | CHN1 | CHN1 | CHN2 | CHN2 | CHN2 | Pont |

#### Csapatok
| Helyezés | Csapat              | MAL | MAL | MAL | THA | THA | THA | JPN | JPN | JPN | CHN1 | CHN1 | CHN1 | CHN2 | CHN2 | CHN2 | Pont |
| -------- | ------------------- | --- | --- | --- | --- | --- | --- | --- | --- | --- | ---- | ---- | ---- | ---- | ---- | ---- | ---- |
| 1.       | Hitech Grand Prix   | 1   | 1   | 1   | 1   | 1   | 1   | 1   | 1   | 1   | 1    | 1    | 1    | 2    | 3    | 1    | 599  |
| 1.       | Hitech Grand Prix   | 2   | 2   | 2   | 2   | 2   | 2   | 2   | 3   | 5   | 4    | 3    | 2    | 3    | 4    | 2    | 599  |
| 2.       | Absolute Racing     | 3   | 4   | 6   | 3   | 3   | 4   | 4   | 2   | 4   | 2    | 2    | 5    | 1    | 1    | 5    | 310  |
| 2.       | Absolute Racing     | 5   | 5   | 7   | 4   | 4   | 9   | 9   | 6   | Ki  | 7    | 7    | Ki   | 7    | 10   | 7    | 310  |
| 3.       | BlackArts Racing    | 4   | 3   | 4   | 5   | 7   | 3   | 5   | 7   | 2   | 3    | 5    | 8    | 10   | 2    | 4    | 176  |
| 3.       | BlackArts Racing    | Ki  | 10  | 10  | 11  | Ki  | 8   | 12  | 12  | 7   | Ki   | 12   | 11   | Ki   | Ki   | Ki   | 176  |
| 4.       | Pinnacle Motorsport | 10  | 9   | 9   | 6   | 5   | 6   | 6   | Ki  | 3   | 5    | 8    | 3    | 5    | 6    | 6    | 132  |
| 4.       | Pinnacle Motorsport | 12  | 13  | 13  | Ki  | Ni  | 10  | 15  | Ki  | Ki  | 9    | 9    | 4    | Ki   | 9    | 8    | 132  |
| 5.       | Super License       | 7   | 6   | 3   | 7   | 9   | 7   | Ki  | 13† | Ki  | Ki   | 4    | 6    |      |      |      | 75   |
| 5.       | Super License       | 8   | 7   | 8   |     |     |     | Ki  | Ni  | Ni  |      |      |      |      |      |      | 75   |
| 6.       | Zen Motorsport      | 11  | 11  | 11  | 10  | 6   | 5   | 10  | 8   | 6   | 8    | 11   | 9    | 6    | 7    | 9    | 54   |
| 7.       | Seven GP            | 6   | 12  | 5   |     |     |     | 3   | 4   | Ki  |      |      |      |      |      |      | 45   |
| 8.       | M-Sport Asia        | 9   | 8   | 12  | 8   | 10  | 12  | 11  | 9   | 8   |      |      |      | 8    | 8    | 10   | 26   |
| 9.       | B-Max Racing Team   | 13  | 14  | 14  | 9   | 8   | 11  | 8   | 5   | Ki  |      |      |      |      |      |      | 20   |
| 9.       | B-Max Racing Team   | Ki  | 15  | 17  |     |     |     |     |     |     |      |      |      |      |      |      | 20   |
| 10.      | 852 Challengers     | 14  | 16  | 16  | 12  | 11  | 14  | 14  | 11  | 11  | 10   | 13   | 12   | 9    | 11   | 11   | 3    |

## Téli bajnokság

### Csapatok és versenyzők
| Csapat                | #  | Versenyző            | Kategória | Fordulók |
| --------------------- | -- | -------------------- | --------- | -------- |
| Dragon Hitech GP      | 1  | Alessandro Ghiretti  |           | összes   |
| Dragon Hitech GP      | 2  | Pavan Ravishankar[c] |           | összes   |
| Dragon Hitech GP      | 17 | Max Fewtrell         |           | 2        |
| Dragon Hitech GP      | 17 | Jack Doohan          | Vendég    | 3        |
| Dragon Hitech GP      | 21 | Rinus VeeKay         |           | összes   |
| Dragon Hitech GP      | 27 | Dan Ticktum          |           | 1–2      |
| BlackArts Racing Team | 7  | Keszthelyi Vivien    |           | összes   |
| BlackArts Racing Team | 23 | Joey Alders          | Vendég    | 3        |
| BlackArts Racing Team | 38 | Charles Leong        |           | 3        |
| Pinnacle Motorsport   | 11 | Victor Martins       | Vendég    | 3        |
| Pinnacle Motorsport   | 29 | Akash Nandy          |           | összes   |
| Pinnacle Motorsport   | 31 | Christian Lundgaard  | Vendég    | 3        |
| Pinnacle Motorsport   | 65 | David Schumacher     |           | 1–2      |
| Pinnacle Motorsport   | 88 | Amaury Cordeel       |           | 1–2      |
| B-Max Racing Team     | 13 | Josida Motojosi      | Mester    | 2–3      |
| B-Max Racing Team     | 28 | Jamagucsi Tairoku    | Mester    | összes   |
| B-Max Racing Team     | 30 | "Dragon"             | Mester    | 1–2      |
| B-Max Racing Team     | 85 | Kojama Miki          | Vendég    | 3        |
| Absolute Racing       | 15 | Eshan Pieris         |           | összes   |
| Absolute Racing       | 16 | Dzse Dzsefej[d]      |           | összes   |
| Super License         | 81 | Takahasi Tomoki      |           | összes   |

### Versenynaptár
| Verseny | Verseny | Pálya                        | Pályarajz   | Dátum       | További események                         |
| ------- | ------- | ---------------------------- | ----------- | ----------- | ----------------------------------------- |
| 1       | 1       | Chang International Circuit  |             | január 11.  | ázsiai Le Mans-széria                     |
| 1       | 2       | Chang International Circuit  | január 12.  |             | ázsiai Le Mans-széria                     |
| 1       | 3       | Chang International Circuit  | január 12.  |             | ázsiai Le Mans-széria                     |
| 2       | 4       | Sepang International Circuit |             | január 19.  | maláj TCR-bajnokság ázsiai GT masters     |
| 2       | 5       | Sepang International Circuit | január 20.  |             | maláj TCR-bajnokság ázsiai GT masters     |
| 2       | 6       | Sepang International Circuit | január 20.  |             | maláj TCR-bajnokság ázsiai GT masters     |
| 3       | 7       | Sepang International Circuit |             | február 23. | ázsiai Le Mans-széria maláj TCR-bajnokság |
| 3       | 8       | Sepang International Circuit |             | február 23. | ázsiai Le Mans-széria maláj TCR-bajnokság |
| 3       | 9       | Sepang International Circuit | február 24. |             | ázsiai Le Mans-széria maláj TCR-bajnokság |

### A bajnokság végeredménye

#### Összefoglaló
| Verseny | Verseny | Helyszín                     | Pole-pozíció | Leggyorsabb kör | Győztes      | Győztes          | Listavezető  | Előny |
| Verseny | Verseny | Helyszín                     | Pole-pozíció | Leggyorsabb kör | Versenyző    | Csapat           | Listavezető  | Előny |
| ------- | ------- | ---------------------------- | ------------ | --------------- | ------------ | ---------------- | ------------ | ----- |
| 1       | V1      | Chang International Circuit  | Dan Ticktum  | Rinus VeeKay    | Rinus VeeKay | Dragon Hitech GP | Rinus VeeKay | 22    |
| 1       | V2      | Chang International Circuit  |              | Rinus VeeKay    | Rinus VeeKay | Dragon Hitech GP | Rinus VeeKay | 22    |
| 1       | V3      | Chang International Circuit  | Dan Ticktum  | Dzse Dzsefej    | Dzse Dzsefej | Absolute Racing  | Rinus VeeKay | 22    |
| 2       | V1      | Sepang International Circuit | Rinus VeeKay | Rinus VeeKay    | Rinus VeeKay | Dragon Hitech GP | Rinus VeeKay | 29    |
| 2       | V2      | Sepang International Circuit |              | Rinus VeeKay    | Rinus VeeKay | Dragon Hitech GP | Rinus VeeKay | 29    |
| 2       | V3      | Sepang International Circuit | Rinus VeeKay | Dzse Dzsefej    | Dzse Dzsefej | Absolute Racing  | Rinus VeeKay | 29    |
| 3       | V1      | Sepang International Circuit | Dzse Dzsefej | Dzse Dzsefej    | Dzse Dzsefej | Absolute Racing  | Rinus VeeKay | 29    |
| 3       | V2      | Sepang International Circuit |              | Dzse Dzsefej    | Dzse Dzsefej | Absolute Racing  | Rinus VeeKay | 29    |
| 3       | V3      | Sepang International Circuit | Dzse Dzsefej | Dzse Dzsefej    | Eshan Pieris | Absolute Racing  | Rinus VeeKay | 29    |

#### Versenyzők
Pontrendszer
| Position | 1. | 2. | 3. | 4. | 5. | 6. | 7. | 8. | 9. | 10. |
| -------- | -- | -- | -- | -- | -- | -- | -- | -- | -- | --- |
| Pont     | 25 | 18 | 15 | 12 | 10 | 8  | 6  | 4  | 2  | 1   |

Félkövér: pole-pozíció, dőlt: leggyorsabb kör, a színkódokról részletes információ itt található.
| Helyezés                                                   | Versenyző           | THA | THA | THA | MAL1 | MAL1 | MAL1 | MAL2 | MAL2 | MAL2 | Pont |
| ---------------------------------------------------------- | ------------------- | --- | --- | --- | ---- | ---- | ---- | ---- | ---- | ---- | ---- |
| 1.                                                         | Rinus VeeKay        | 1   | 1   | 3   | 1    | 1    | 2    | 6    | 3    | 3    | 184  |
| 2.                                                         | Dzse Dzsefej        | Ki  | 2   | 1   | 2    | 2    | 1    | 1    | 1    | 13†  | 155  |
| 3.                                                         | Alessandro Ghiretti | 2   | 5   | Ki  | 3    | 3    | 3    | 12   | 6    | 4    | 106  |
| 4.                                                         | Takahasi Tomoki     | Ki  | 7   | 6   | 4    | 4    | 7    | 4    | 10   | 6    | 80   |
| 5.                                                         | Pavan Ravishankar   | 3   | 4   | 8   | 8    | 8    | 8    | 7    | 11   | 5    | 73   |
| 6.                                                         | Eshan Pieris        | 5   | Ni  | Ki  | 6    | 10   | 6    | Ki   | 5    | 1    | 67   |
| 7.                                                         | Akash Nandy         | 4   | 8   | 7   | 5    | 9    | 5    | Ki   | 7    | 7    | 62   |
| 8.                                                         | David Schumacher    | 7   | 3   | 5   | 7    | 7    | Ki   |      |      |      | 43   |
| 9.                                                         | Dan Ticktum         | Ki  | 6   | 2   | Ni   | 5    | 9    |      |      |      | 38   |
| 10.                                                        | Amaury Cordeel      | 6   | 9   | 4   | Ni   | Ki   | 11   |      |      |      | 22   |
| 11.                                                        | Max Fewtrell        |     |     |     | Ki   | 6    | 4    |      |      |      | 20   |
| 12.                                                        | Charles Leong       |     |     |     |      |      |      | 9    | 12   | 8    | 20   |
| 13.                                                        | Keszthelyi Vivien   | 8   | 11  | 9   | 9    | 11   | 10   | Ki   | 16   | 10   | 13   |
| 14.                                                        | Josida Motojosi     |     |     |     | 12   | 13   | 14   | 11   | 15   | 12   | 11   |
| 15.                                                        | Jamagucsi Tairoku   | 9   | 10  | 10  | 10   | Ki   | 13   | Ki   | 13   | Ki   | 7    |
| 16.                                                        | "Dragon"            | Ni  | Ni  | Ni  | 11   | 12   | 12   |      |      |      | 0    |
| Vendégversenyzők, akik nem voltak jogosultak pontszerzésre |                     |     |     |     |      |      |      |      |      |      |      |
| —                                                          | Jack Doohan         |     |     |     |      |      |      | 2    | 2    | 14†  | —    |
| —                                                          | Victor Martins      |     |     |     |      |      |      | 3    | 4    | 2    | —    |
| —                                                          | Christian Lundgaard |     |     |     |      |      |      | 5    | 8    | Ki   | —    |
| —                                                          | Joey Alders         |     |     |     |      |      |      | 8    | 9    | 9    | —    |
| —                                                          | Kojama Miki         |     |     |     |      |      |      | 10   | 14   | 11   | —    |
| Helyezés                                                   | Versneyző           | THA | THA | THA | MAL1 | MAL1 | MAL1 | MAL2 | MAL2 | MAL2 | Pont |

#### Mester-kupa
| Helyezés | Versenyző         | THA | THA | THA | MAL1 | MAL1 | MAL1 | MAL2 | MAL2 | MAL2 | Pont |
| -------- | ----------------- | --- | --- | --- | ---- | ---- | ---- | ---- | ---- | ---- | ---- |
| 1.       | Jamagucsi Tairoku | 9   | 10  | 10  | 10   | Ki   | 13   | Ki   | 13   | Ki   | 143  |
| 2.       | Josida Motojosi   |     |     |     | 12   | 13   | 14   | 11   | 15   | 12   | 116  |
| 3.       | "Dragon"          | Ni  | Ni  | Ni  | 11   | 12   | 12   |      |      |      | 68   |
| Helyezés | Versneyző         | THA | THA | THA | MAL1 | MAL1 | MAL1 | MAL2 | MAL2 | MAL2 | Pont |

#### Csapatok
| Helyezés | Csapat              | THA | THA | THA | MAL1 | MAL1 | MAL1 | MAL2 | MAL2 | MAL2 | Pont |
| -------- | ------------------- | --- | --- | --- | ---- | ---- | ---- | ---- | ---- | ---- | ---- |
| 1.       | Hitech Grand Prix   | 1   | 1   | 2   | 1    | 1    | 2    | 3    | 2    | 2    | 316  |
| 1.       | Hitech Grand Prix   | 2   | 4   | 3   | 3    | 3    | 3    | 4    | 4    | 3    | 316  |
| 2.       | Absolute Racing     | 5   | 2   | 1   | 2    | 2    | 1    | 1    | 1    | 1    | 222  |
| 2.       | Absolute Racing     | Ki  | Ni  | Ki  | 6    | 10   | 6    | Ki   | 3    | 10†  | 222  |
| 3.       | Pinnacle Motorsport | 4   | 3   | 4   | 5    | 7    | 5    | Ki   | 5    | 6    | 113  |
| 3.       | Pinnacle Motorsport | 6   | 8   | 5   | 7    | 9    | 11   |      |      |      | 113  |
| 4.       | Super License       | Ki  | 7   | 6   | 4    | 4    | 7    | 2    | 6    | 5    | 80   |
| 5.       | BlackArts Racing    | 8   | 11  | 9   | 9    | 11   | 10   | 5    | 8    | 7    | 33   |
| 5.       | BlackArts Racing    |     |     |     |      |      |      | Ki   | 16   | 8    | 33   |
| 6.       | B-Max Racing Team   | 9   | 10  | 10  | 10   | 12   | 12   | 6    | 9    | 9    | 18   |
| 6.       | B-Max Racing Team   | Ni  | Ni  | Ni  | 11   | 13   | 14   | Ki   | 10   | Ki   | 18   |

## Külső hivatkozások
- A Formula–3 Ázsia-bajnokság weboldala